# Kosza (Csepca)
A Kosza (oroszul Коса) folyó Oroszország európai részén, a Kirovi területen; a Csepca bal oldali mellékfolyója.

## Földrajz
Hossza 141 km, vízgyűjtő területe 2130 km².
A Kirovi terület keleti részén, Unyi járásban ered, észak felé folyik és Koszino falu mellett ömlik a Csepcába. Gyenge sodrású, erősen kanyargó folyó, sok holtága van. Völgye hol csak 700–800 m, de a torkolati deltában már 5–6 km széles.